# Richard van der Venne
Richard van der Venne, né le 16 mai 1992 à Oss aux Pays-Bas, est un footballeur néerlandais, qui évolue au poste de milieu offensif au RKC Waalwijk.

## Biographie

### Débuts professionnels
Né à Oss aux Pays-Bas, Richard van der Venne est notamment formé par le FC Den Bosch et le FC Oss. Puis il joue dans les divisions inférieures du football néerlandais, au DESO et à OSS '20. Lors de l'été 2015 il signe au TOP Oss (alors appelé FC Oss) et il fait alors ses débuts en professionnel, jouant son premier match le 18 septembre 2015, lors d'une rencontre de deuxième division néerlandaise face au FC Eindhoven. Il entre en jeu et son équipe est battue par quatre buts à zéro.

### RKC Waalwijk
Le 20 janvier 2020, Richard van der Venne rejoint le RKC Waalwijk pour un contrat courant jusqu'en juin 2022.
C'est avec ce club qu'il découvre l'Eredivisie, l'élite du football néerlandais, jouant son premier match le 25 janvier 2020 face au VVV Venlo. Il est titularisé et son équipe est battue par deux buts à un. 
Van der Venne marque son premier but pour le RKC le 14 janvier 2021, à l'occasion d'un match de championnat face au SC Heerenveen. Titulaire, il est l'auteur du but égalisateur de son équipe (1-1 score final).

### Melbourne City
Richard van der Venne poursuit sa carrière en Australie avec le Melbourne City, club avec lequel il signe le 22 juin 2022 pour un contrat courant jusqu'en juin 2024.
Van der Venne inscrit son premier but pour Melbourne City le 12 novembre 2022, face au Newcastle United Jets le 12 novembre 2022. Titularisé, il est l'auteur de l'ouverture du score de son équipe, qui s'impose par deux buts à un.
Le 4 février 2023, le milieu offensif se fait remarquer en réalisant un triplé face au Macarthur FC, en championnat. Titularisé, il permet à son équipe de s'imposer par six buts à un,.

### FC Saint-Gall
Le 6 juillet 2023, il rejoint le club suisse du FC Saint-Gall pour un contrat de deux ans, soit jusqu'en juin 2025.
Son passage chez les Brodeurs n'est pas une réussite. Au total il ne joue que huit matchs, dont six en championnat et pour lesquelles il ne compte que 60 minutes de jeu cumulées. Une blessure au genou nécessitant une opération le prive d'une grande partie de la saison, ce qui explique aussi ce manque de temps de jeu. Il résilie finalement son contrat avec le FC Saint-Gall en juin 2024 d'un commun accord, et se retrouve libre de s'engager là où il le souhaite.

### Retour au RKC Waalwijk
Le 3 juillet 2024, Richard van der Venne fait son retour au RKC Waalwijk pour un contrat de deux ans, soit jusqu'en juin 2026.